# أطريفل الماء
أطريفل الماء أو نَفَل الماء أو نَفَل المناقع أو فِصَة الماء أو الأطريفل ثلاثي الوريقات هو النوع الوحيد في جنس الأطريفل الذي يتبع الفصيلة الجنطيانية. يعيش في المناطق الرطبة في آسيا وأوروبا وأمريكا الشمالية.

## الوصف النباتي
أوراق النبات مركبة ثلاثية الوريقات، ومن هنا أخذ اسم النوع باللاتينية. تشبه أوراقه أوراق الفول ولهذا له أسماء مشتقة من الفول في بعض اللغات الأوروبية. ينتشر بالجذامير. أزهاره بيضاء. تتفتح الأزهار على النورة بشكل متتابع. النورة منتصبة.

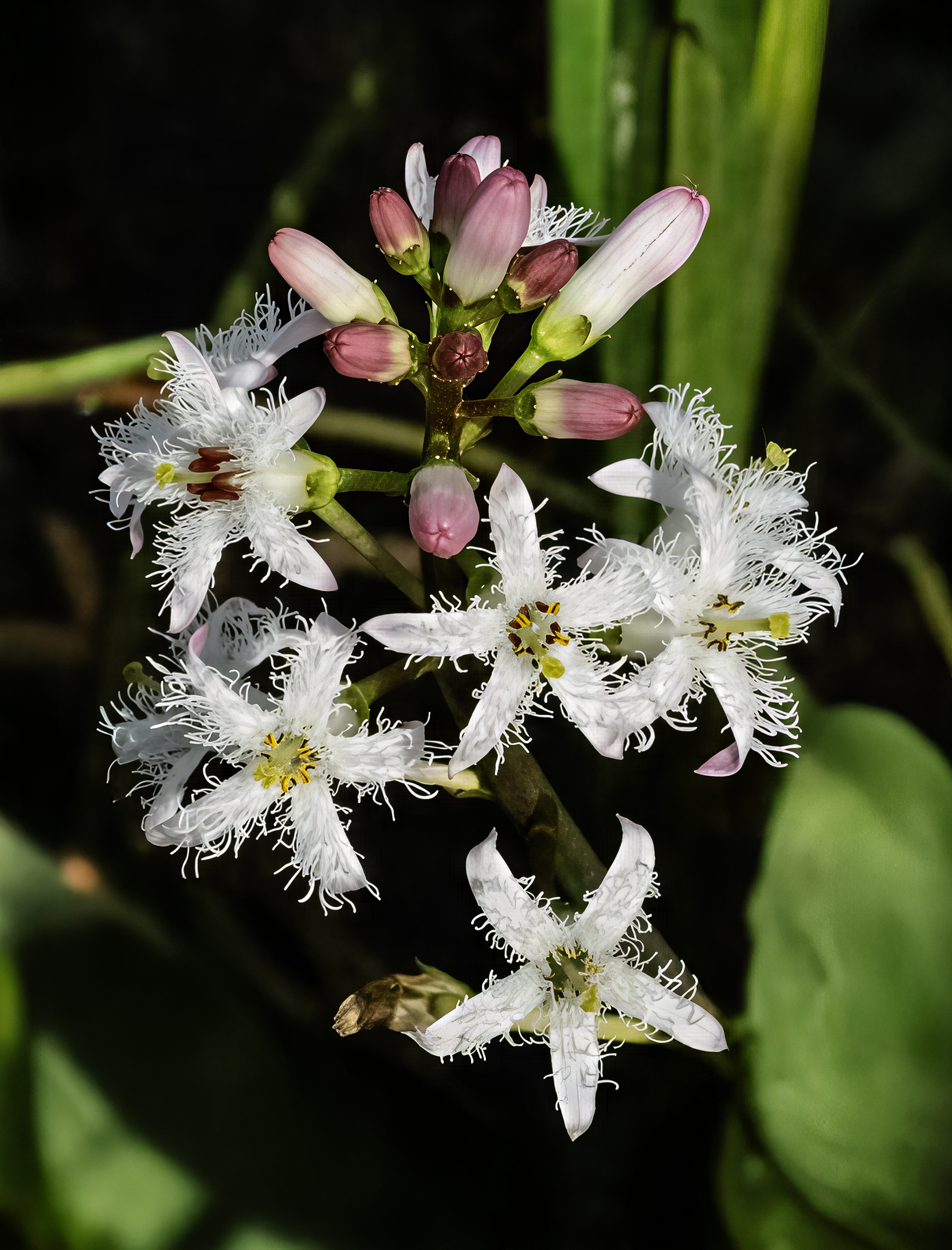
نباتات أطريفل الماء